# Cóc Thái
Cóc Thái hay mắc có là một loại cây mộc, cũng là cây ăn trái miền nhiệt đới, cùng họ với xoài.
Bản địa của cóc Thái là Trung Mỹ từ México xuống Peru, Brasil và Caribe nhưng đã lan rộng khắp vùng nhiệt đới như châu Phi, Ấn Độ, và Indonesia.
Trái cóc Thái sắc xanh lục, có vị chua và giòn. Vỏ cóc Thái dày nhưng mềm. Cóc Thái có thể ăn sống hay đem muối, trái già thì thịt nhiều xơ. Trái cóc Thái chấm muối ớt là món ăn vặt phổ biến trong giới học sinh, sinh viên tại Việt Nam. Không những vậy nó còn được trộn gỏi, làm chân gà sốt Thái, ép nước uống hay ngâm chua ngọt,... 
Thủ đô Bangkok của Thái Lan tương truyền là biến ngữ của "makok" (มะกอก), trong tiếng Thái có nghĩa là "quả cóc", mà ra. Tại Thái Lan hay dân tộc Thái vùng Tây Bắc gọi nó là quả "mắc có", thứ quả này chế biến thành chẩm chéo và gọi nó là món "chéo mắc có" (แจ่วมะกอก).

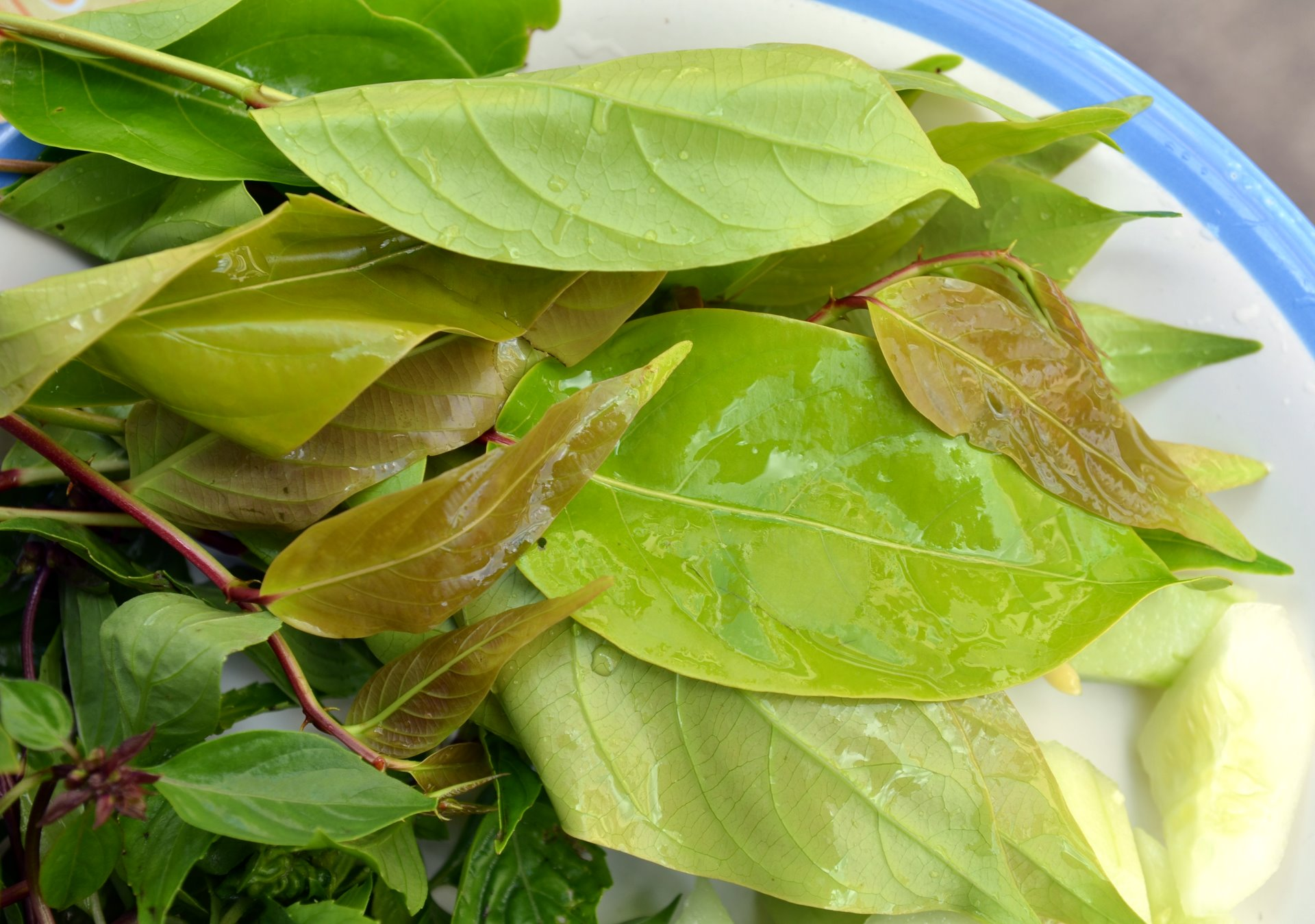
Lá của cây cóc Thái

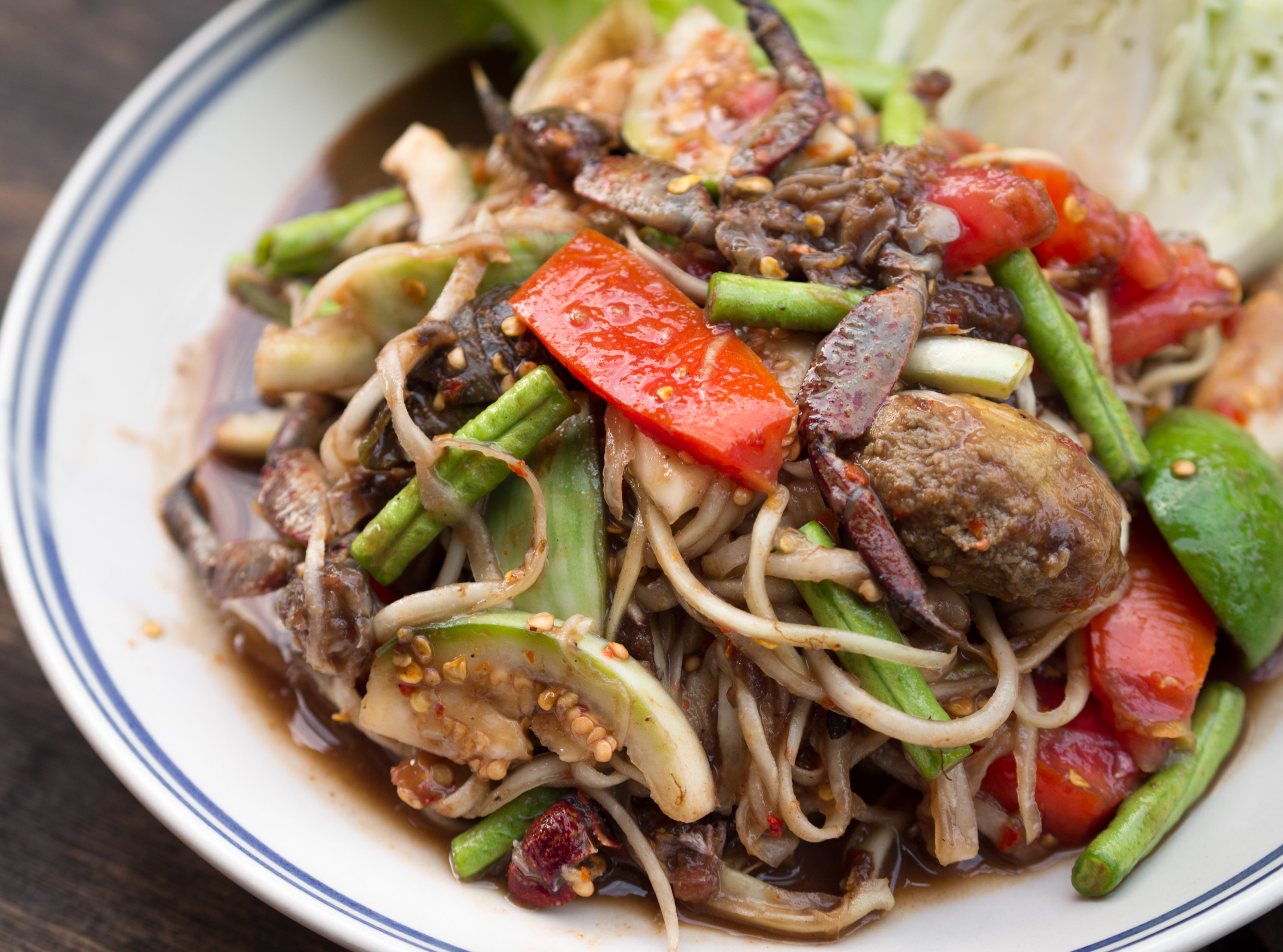
Quả, trong đó có hạt có thể dễ dàng nhìn thấy trong hình này, cũng có thể được sử dụng để làm gỏi đu đủ ở Thái Lan và Lào

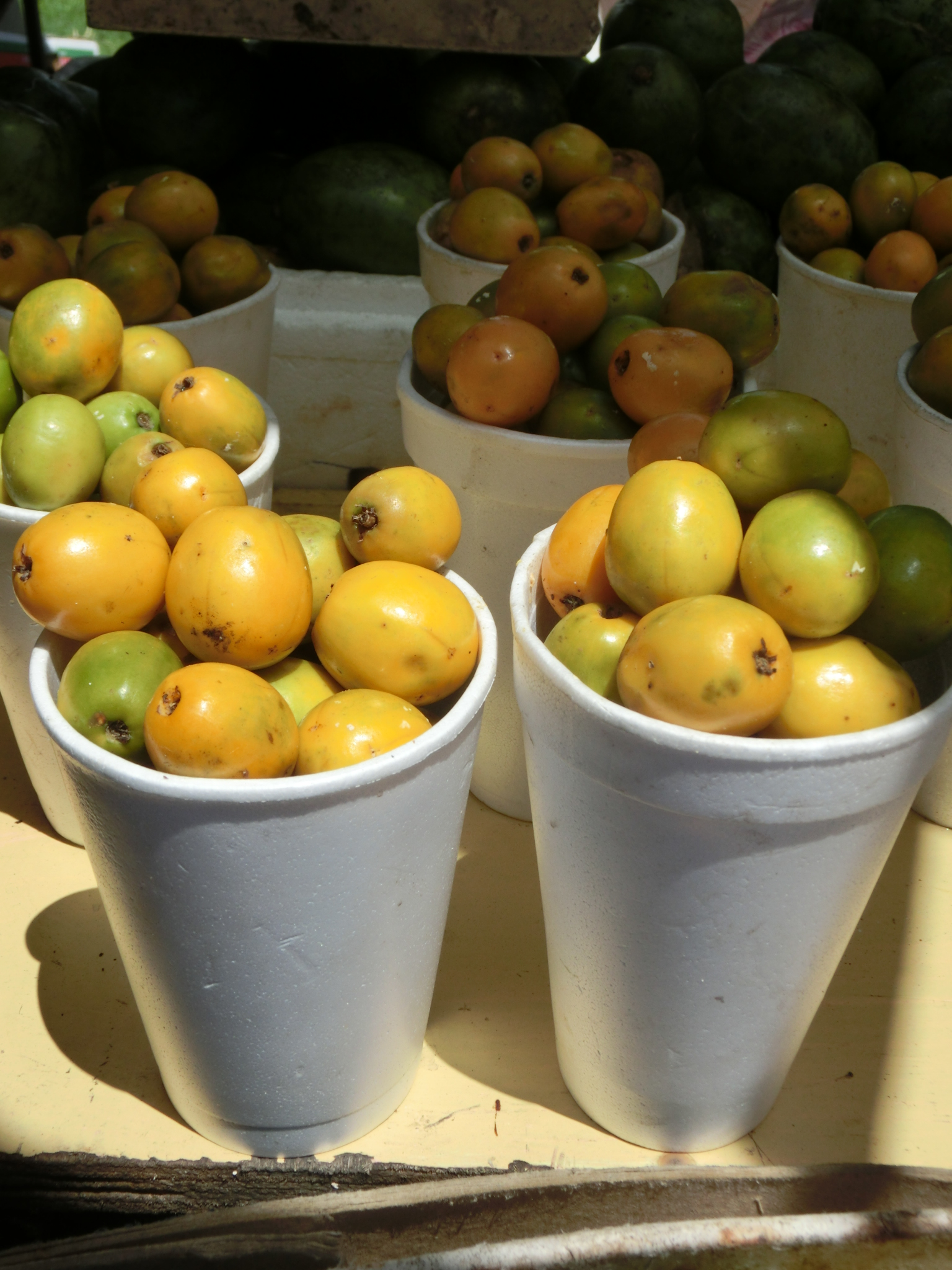
Trái cóc khi chín có màu vàng

## Hình ảnh

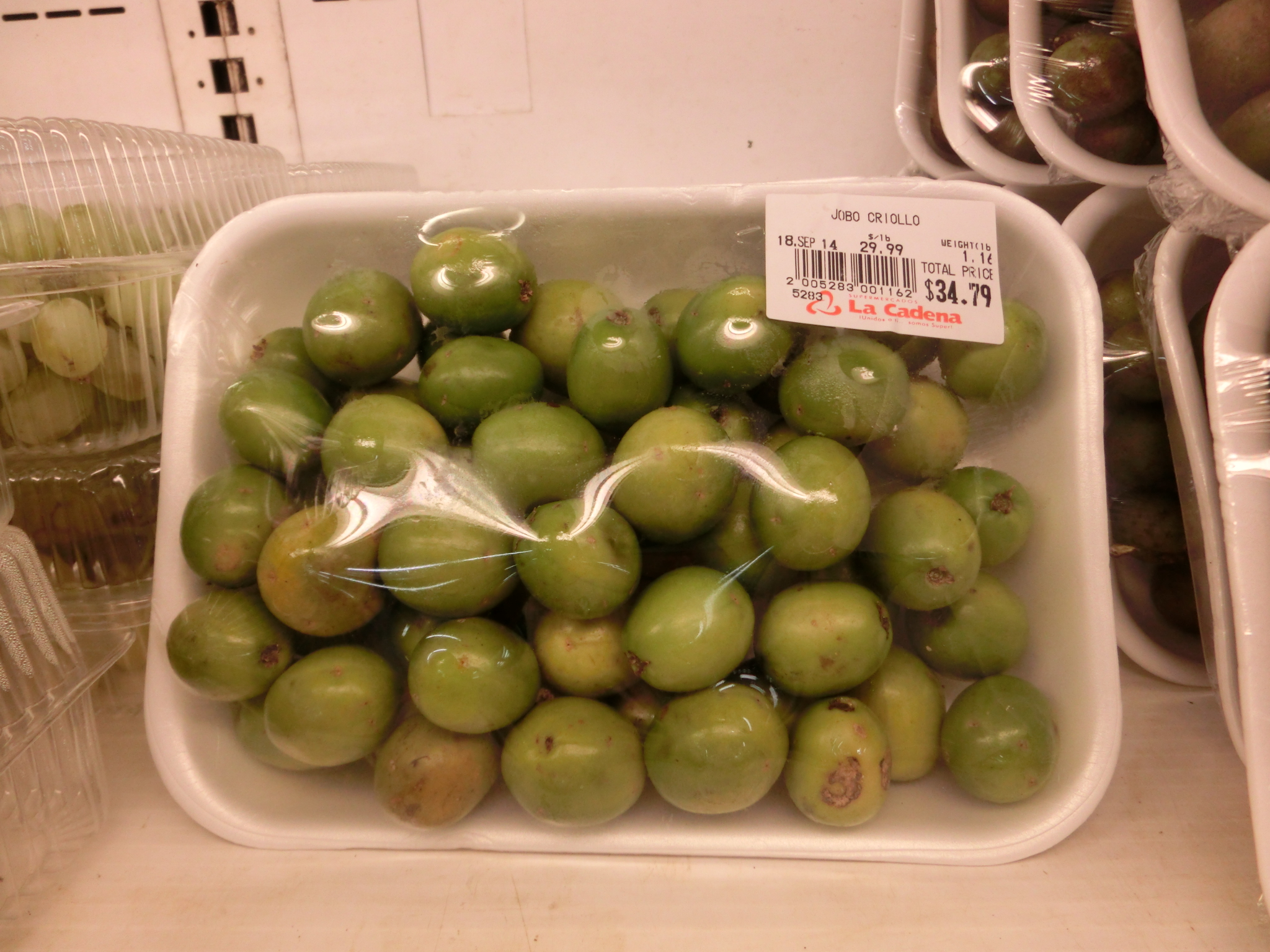
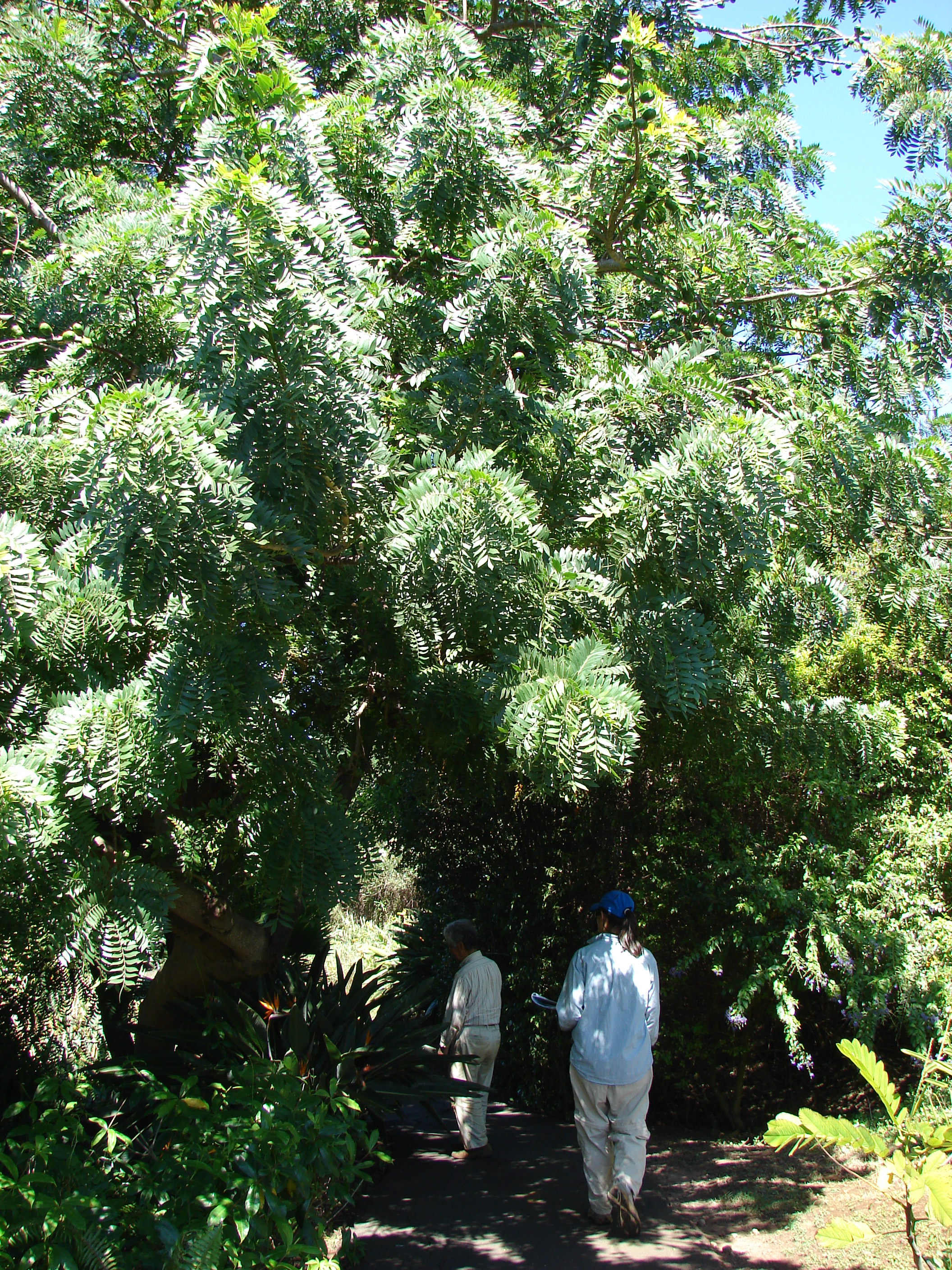
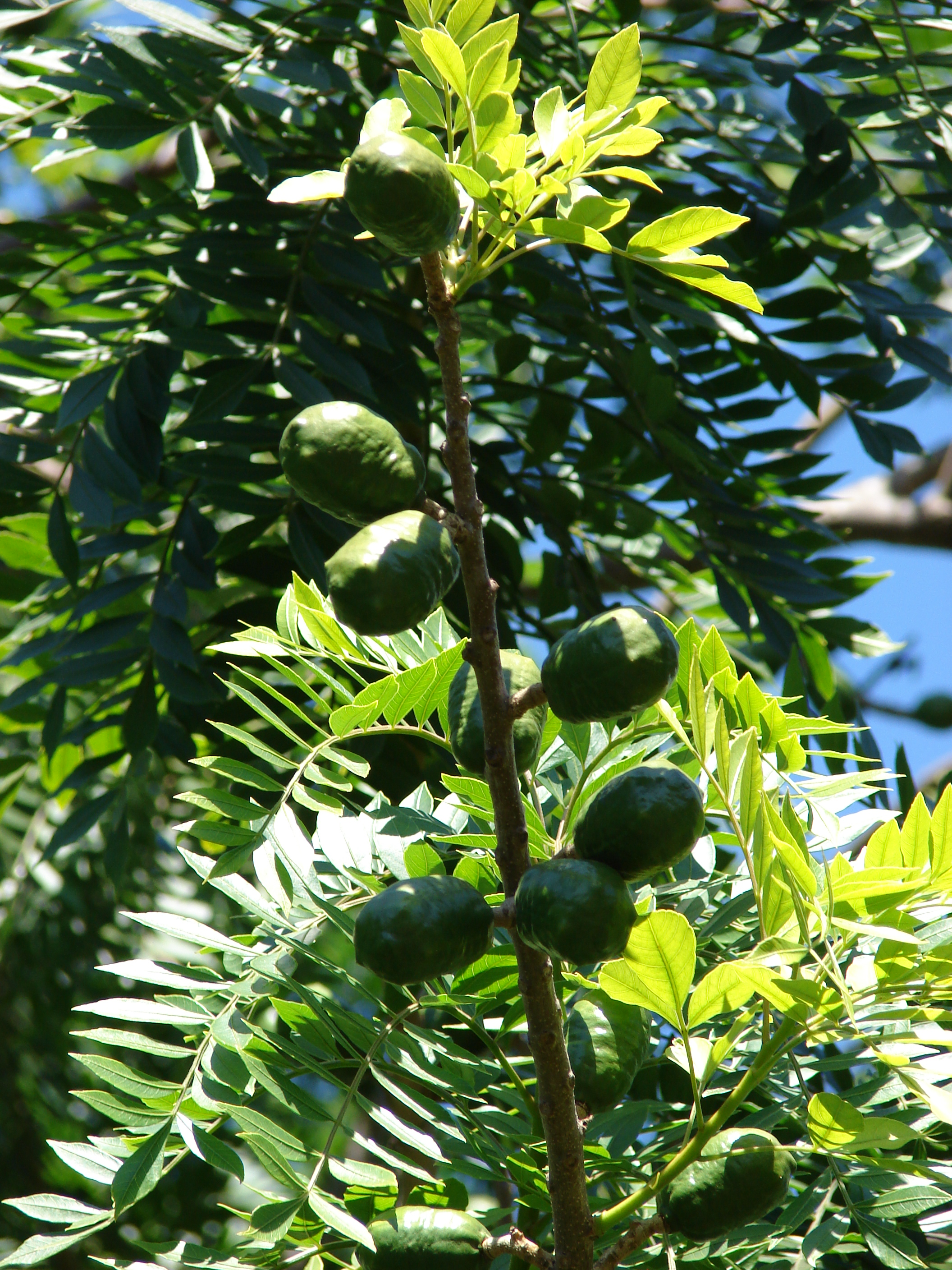
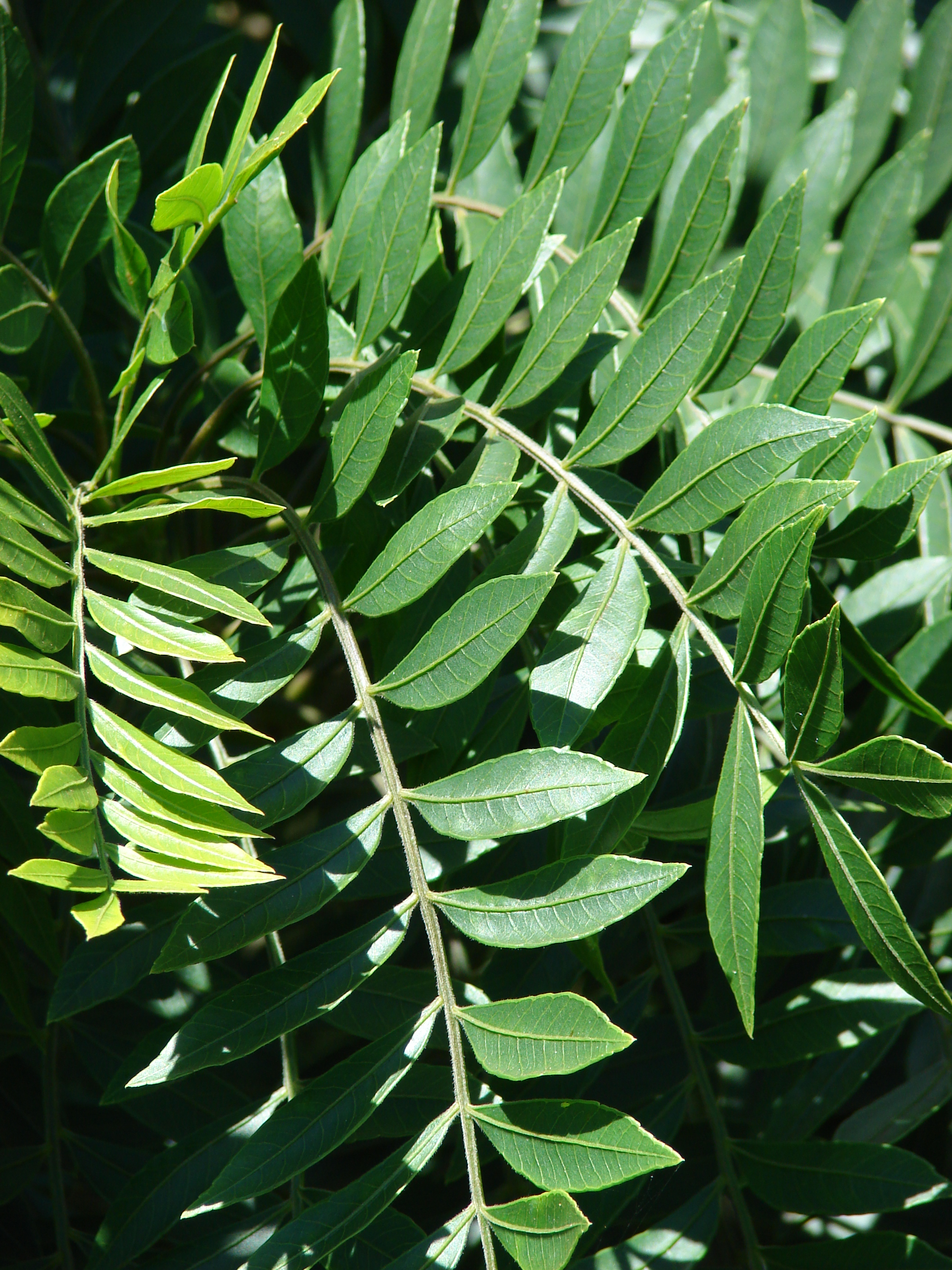